# Seznam prezidentů Středoafrické republiky

Vlajka prezidenta Středoafrické republiky
Poměr stran: 1:1

V následující tabulce jsou uvedeni prezidenti Středoafrické republiky, která byla v druhé polovině 70. let na tři roky nahrazena Středoafrickým císařstvím.
| Jméno                           | Uvedení do úřadu  | Odchod z funkce   | Poznámky                                      |
| ------------------------------- | ----------------- | ----------------- | --------------------------------------------- |
| Středoafrická republika         |                   |                   |                                               |
| David Dacko                     | 14. srpna 1960    | 31. prosince 1965 |                                               |
| Jean-Bédel Bokassa              | 31. prosince 1965 | 4. prosince 1976  | státní převrat                                |
| Středoafrické císařství         |                   |                   |                                               |
| Bokassa I., středoafrický císař | 4. prosince 1976  | 20. září 1979     | Jean-Bédel Bokassa korunován 4. prosince 1977 |
| Středoafrická republika         |                   |                   |                                               |
| David Dacko                     | 20. září 1979     | 1. září 1981      | státní převrat                                |
| André Kolingba                  | 1. září 1981      | 22. října 1993    | státní převrat                                |
| Ange-Félix Patassé              | 22. října 1993    | 15. března 2003   | zvolen                                        |
| François Bozizé                 | 15. března 2003   | 11. června 2005   | státní převrat                                |
| François Bozizé                 | 11. června 2005   | 24. března 2013   | zvolen 8. května 2005                         |
| Michel Djotodia                 | 24. března 2013   | 10. ledna 2014    |                                               |
| Alexandre-Ferdinand Nguendet    | 10. ledna 2014    | 23. ledna 2014    | prozatímní hlava státu                        |
| Catherine Samba-Panza           | 23. ledna 2014    | 30. března 2016   | prozatímní                                    |
| Faustin-Archange Touadéra       | 30. března 2016   |                   |                                               |